# D. Casimiro Szlapelis Airport
D. Casimiro Szlapelis Airport är en flygplats i Argentina.   Den ligger i provinsen Chubut, i den södra delen av landet, 1 600 km sydväst om huvudstaden Buenos Aires. D. Casimiro Szlapelis Airport ligger 694 meter över havet.
Terrängen runt D. Casimiro Szlapelis Airport är platt, och sluttar brant österut. Trakten runt D. Casimiro Szlapelis Airport är nära nog obefolkad, med mindre än två invånare per kvadratkilometer.. Närmaste större samhälle är Alto Río Senguer, 3,1 km söder om D. Casimiro Szlapelis Airport.
Omgivningarna runt D. Casimiro Szlapelis Airport är i huvudsak ett öppet busklandskap.